# Afrikansk havsgös
Afrikansk havsgös (Argyrosomus hololepidotus) är en fiskart som först beskrevs av Lacepède, 1801.  Afrikansk havsgös ingår i släktet Argyrosomus och familjen havsgösfiskar. IUCN kategoriserar arten globalt som starkt hotad. Inga underarter finns listade i Catalogue of Life.

## Bildgalleri

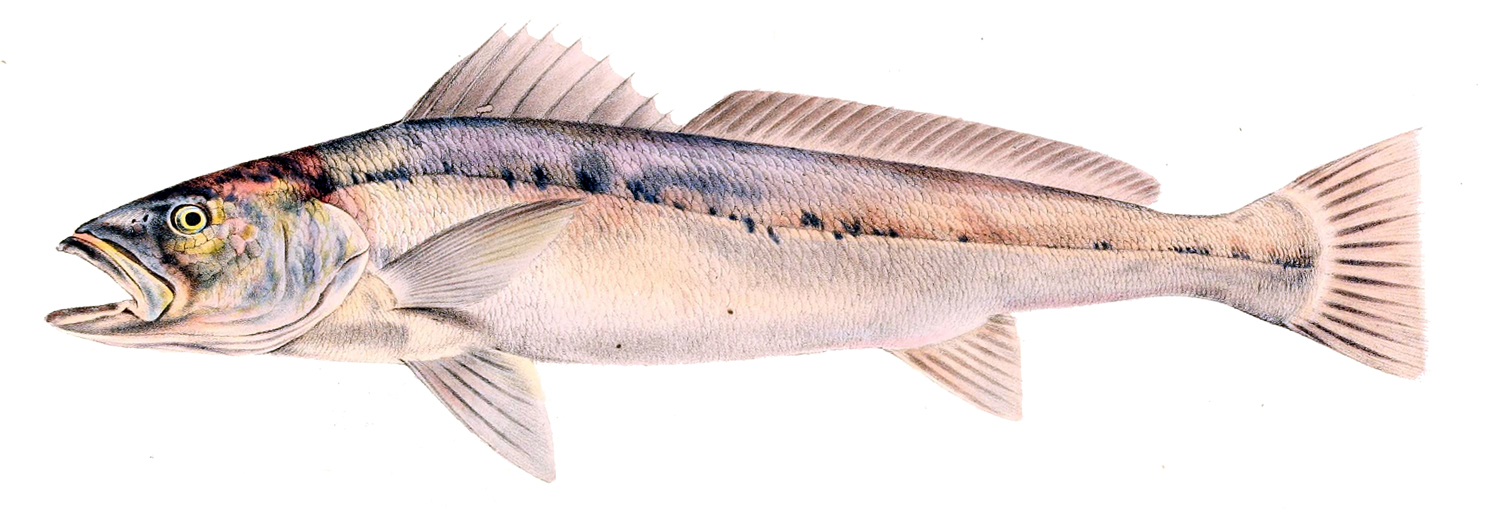
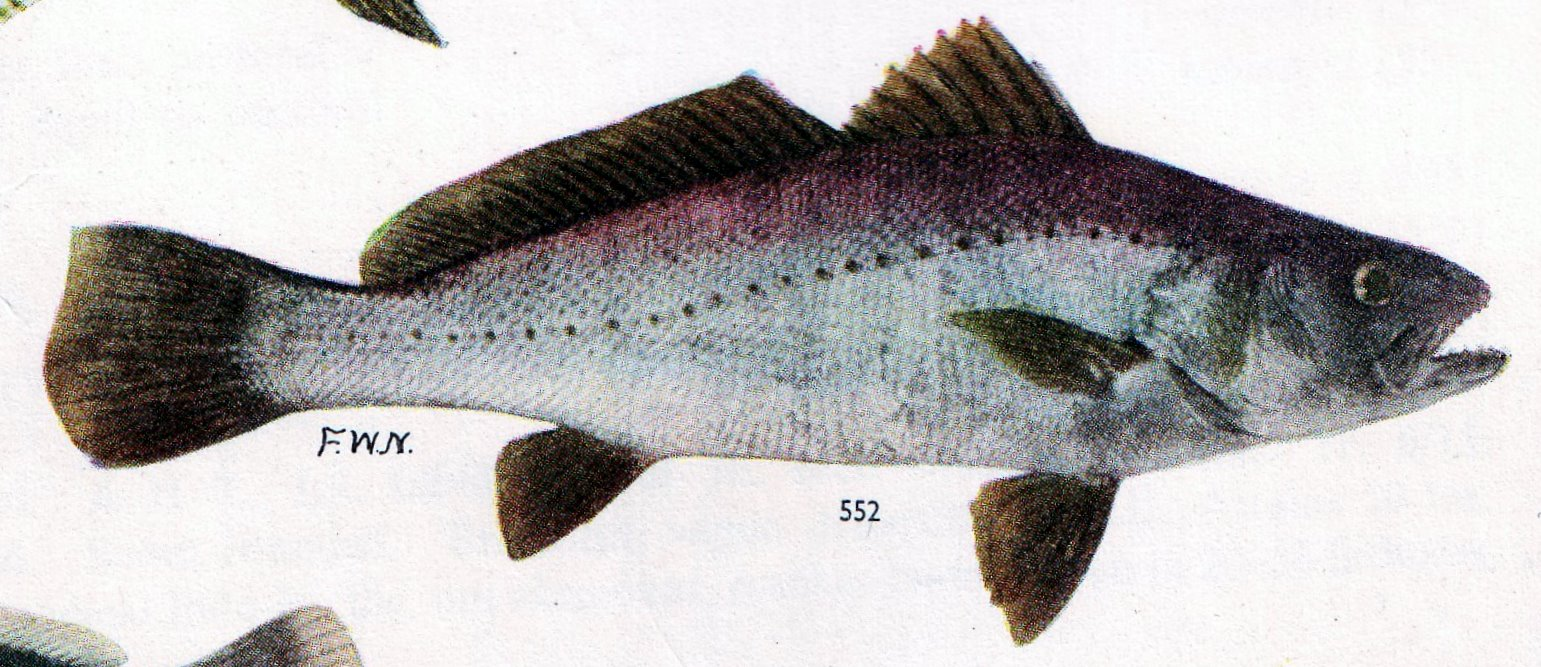